# Петров, Алексей Геннадьевич
Алексе́й Генна́дьевич Петро́в (укр. Олексій Геннадійович Петров; род. 29 мая 1976, Коломна) — украинский офицер спецслужб, генерал-майор. Руководитель Департамента контрразведки Службы безопасности (2017—2019), глава Закарпатской ОГА (с 22 апреля по 7 декабря 2020 года), председатель Закарпатского областного совета с 7 декабря 2020 по 15 ноября 2021 года.

## Биография
Он получил высшее юридическое и экономическое образование. Кандидат юридических наук.
Петров работал на различных должностях в Службе безопасности. Участник боевых действий в зоне проведения АТО.
27 августа 2019 года назначен начальником Управления СБУ в Кировоградской области.
С 22 апреля по 7 декабря 2020 года – председатель Закарпатской областной государственной администрации. 25 ноября 2020 года Кабинет Министров Украины согласовал увольнение главы Закарпатской облгосадминистрации Алексея Петрова.
С 7 декабря 2020 по 15 ноября 2021 года — председатель Закарпатского областного совета.
Вместе с женой Ириной воспитывают 5 детей.

## Награды
- Орден Богдана Хмельницкого III степени[1]
- Орден Данилы Галицкого (2015)[12]
- Заслуженный юрист Украины (2018)[13]